# Far Cry 3: Blood Dragon
Far Cry 3: Blood Dragon è un videogioco sparatutto in prima persona,
espansione stand-alone di Far Cry 3 sviluppata da Ubisoft Montreal e pubblicato da Ubisoft, rilasciata per la prima volta il 30 aprile 2013.
Durante l'Ubisoft Forward dell'E3 2021, è stato annunciato il Season Pass di Far Cry 6, che oltre ai DLC contiene anche Far Cry 3: Blood Dragon Classic Edition, una remastered per PlayStation 4, Xbox One e Google Stadia giocabile anche su PlayStation 5 e Xbox Series X/S rilasciata il 16 dicembre 2021.
Il gioco si svolge in un'isola retrofuturistica liberamente esplorabile, dove il giocatore veste i panni del cyborg Rex 'Power' Colt.

## Trama
(Slogan del gioco)
Ispirata dai film di fantascienza degli anni '80, la trama si dipana in una versione alternativa dell'anno 2007, con la terra devastata da una guerra nucleare. In questo scenario un esercito di cyborg disertori vuole entrare in possesso di una potente bioarma che si trova su di un'isola distante. Il Sergente Rex Power Colt, un cybercommando Mark IV, è stato inviato sul luogo per raccogliere informazioni e capire cosa sta succedendo.

## Annuncio ed eventi precedenti all'uscita
Il 1º aprile 2013, Ubisoft ha pubblicato un video e creato un sito internet per Far Cry 3: Blood Dragon. Vista, però, la data dell'annuncio, si è subito pensato ad un pesce d'aprile, anche perché, ad un primo sguardo, il neo annunciato videogioco non sembrava aver nulla a che spartire con il gioco di cui è espansione, Far Cry 3, ambientato nel presente in una foresta tropicale. Tuttavia, è stato notato da alcuni giornalisti come il gioco avesse già ricevuto, in Brasile, una classificazione di età da parte della DJCTQ, e come fossero trapelati alcuni screenshoots e trofei di gioco su Internet. Ulteriori conferme dell'esistenza del gioco si hanno quando i Power Glove, gruppo musicale electro, caricano su SoundCloud le tracce della colonna sonora.
L'8 aprile 2013 è trapelato un lungo gameplay del titolo, registrato da un gruppo di hacker russi, che hanno scaricato il gioco dopo aver colpito Uplay, la piattaforma online di Ubisoft. Lo stesso giorno, il gioco è stato inserito nella lista dei titoli in uscita su Xbox Live Marketplace, sotto forma di arcade.
Un video del gioco in live action dal titolo Blood Dragon: The Cyber War è stato pubblicato il 16 aprile 2013

## Doppiaggio
Nella versione originale, Rex Colt è doppiato da Michael Biehn, attore noto per i suoi ruoli in Terminator ed Aliens - Scontro finale.

## Altri media
A giugno del 2021, durante l'evento Geek Week, Netflix ha annunciato l'inizio dei lavori su Captain Laserhawk: A Blood Dragon Remix, una serie ispirata all'universo di Blood Dragon ideata da Adi Shankar (showrunner di Castlevania). Il 12 giugno 2023 esce il primo teaser ufficiale. L'uscita della serie è prevista per il 19 ottobre.